# Andrée Land (Grönland)
Andrée Land ist eine unbewohnte grönländische Region im Nordost-Grönland-Nationalpark.

## Geographie
Andrée Land ist eine Halbinsel, die vom Geologfjord im Norden, dem Kejser Franz Joseph Fjord im Osten und dem Isfjord im Süden umgeben ist. Der Kejser Franz Joseph Fjord trennt Andrée Land von Ymer Ø. Landseitig wird sie vom Gerard de Geer Gletsjer im Südwesten und vom Adolf Hoel Gletsjer im Norden begrenzt. Andrée Land ist von alpinem Charakter mit über 2000 m hohen Bergen. Im äußersten Westen erreicht die Region am Oscar Wisting Bjerg eine Höhe von 2512 m. Das Innere Andrée Lands ist zum Teil vergletschert, die Küste und die großen Täler Rendalen und Grejsdalen sind im Sommer eisfrei.

## Geschichte
In Andrée Land befinden sich fünf archäologische Fundstätten der Thule-Kultur, darunter zahlreiche Hausruinen.
Der schwedische Polarforscher Alfred Gabriel Nathorst benannte die Region nach seinem Landsmann, dem Ingenieur Salomon August Andrée, der 1897 mit zwei Begleitern versucht hatte, von Spitzbergen aus mit einem Gasballon zum Nordpol zu fahren, und dabei umkam. Als Nathorst 1899 Grönland besuchte, war eines seiner Ziele, Spuren der vermissten Ballonexpedition zu finden. Er benannte die benachbarten Regionen nach Andrées Begleitern Nils Strindberg und Knut Frænkel.